# Wingene
Wingene is een plaats en gemeente in de Belgische provincie West-Vlaanderen. De gemeente telt sinds de fusie met Ruiselede op 1 januari 2025, ruim 20.000 inwoners. De inwoners worden Wingenaars genoemd en hun dialect is het Wingens, een variant van het West-Vlaams.
De gemeente staat bekend om haar varkensfokkerijen en andere landbouwactiviteiten. Grasland, landbouwgrond, boomkwekerijen en tuinbouw nemen het meeste oppervlakte in. Ook rundvee, varkens en pluimvee zijn in grote mate aanwezig in Wingene.  

## Geschiedenis

### Middeleeuwen en vroegmoderne tijd
De oudste vermelding van de plaats dateert uit het jaar 847, toen Karel de Kale de schenking van de villa Wenghinas aan de Sint-Amandsabdij van Elnon bekrachtigde. Het toponiem Svevensala wordt reeds vermeld in 1117. Net als Wingene zou Zwevezele in de Merovingische en Karolingische tijd tot de eigendommen van de voormelde Sint-Amandsabdij behoord hebben.
Als voornaamste geslachten die als heren van Wingene optraden zijn er onder andere het geslacht Grammez en van Haveskercke. Andere belangrijke heerlijkheden waren enerzijds Poelvoorde, in het bezit van de families Bladelin en Adornes, en anderzijds Wildenburg meer dan twee eeuwen in het bezit van de familie Wyts.

### Moderne tijd
De eerste vastgestelde besmetting van de varkenspestuitbraak in België in 1990 vond plaats te Wingene, waardoor de plaats toen in de nationale en internationale media kwam.
In 2012 was er de verdwijning en moord op Stijn Saelens, die met zijn gezin het kasteel Carpentier (of Sint-Pietersgoed) op het Sint-Pietersveld bewoonde.

## Kernen
De gemeente Wingene bestaat naast Wingene-centrum nog uit deelgemeenten Zwevezele en Ruiselede . In het landelijk gebied rond Wingene liggen nog de twee kleine dorpjes en de parochies Sint-Jan (III) en Wildenburg (IV). Iets ten noordwesten van het centrum van Wingene ligt het landelijk gehucht Sint-Elooi, dat een eigen wijkkapel heeft binnen de Sint-Amandusparochie van Wingene-centrum. Net ten oosten van Zwevezele ligt het gehucht Hille (V), dat vergroeid raakt met de dorpskern van Zwevezele.
Verder liggen op het grondgebied van de gemeente nog kleinere gehucht en wijken zoals Beer-Poelvoorde, de Haze, de Hekke, de Lammersdam, de Ondank, Peerstalle, de Platte Beurze, 't Raakske, Scheewege in Wingene en de Rik in Zwevezele. Op het grondgebied van Ruiselede bevinden zich de dorpskernen van Doomkerke en Kruiskerke.
| # | Naam           | Opp. (km²) | Inwoners (2020) | Inwoners per km² | NIS-code |
| - | -------------- | ---------- | --------------- | ---------------- | -------- |
| 1 | Wingene (I)    | 45,47      | 8 436           | 186              | 37018A   |
| 2 | Zwevezele (II) | 23,07      | 5 986           | 259              | 37018B   |
| 3 | Ruiselede (d)  | 30,62      | 5 368           | 175              | 37012    |

De gemeente Wingene grenst aan de volgende dorpen en gemeenten:
| - a. Ruddervoorde (met gehucht Baliebrugge) (gemeente Oostkamp) - b. Hertsberge (gemeente Oostkamp) - c. Beernem (gemeente Beernem) - e. Schuiferskapelle (stad Tielt) |

| - f. Tielt (stad Tielt) - g. Egem (gemeente Pittem) - h. Koolskamp (gemeente Ardooie) - i. Lichtervelde (gemeente Lichtervelde) |

Wingene, deelgemeenten en buurgemeenten. De gele gebieden zijn bebouwde kernen.

## Bezienswaardigheden
- De oude 18de-eeuwse Sint-Amanduskerk van Wingene werd halfweg de 19de eeuw met 18 meter verlengd. De toren met beiaard werd in 1918 door terugtrekkende Duitsers vernield. De predikstoel dateert van 1738 en de communiebank is het werk van Pieter Van Walleghem (1731) en dom Dalcy (1768). Van Walleghem maakte ook het koorgestoelte en dom Dalcy de rococobiechtstoelen.
- De Sint-Joriskerk op Wildenburg, voorheen gebouwd als kapel door familie van der Bruggen, werd tot parochiekerk verheven in 1897.
- In 1937 werd op het Wingens veld, nu parochie Sint-Jan, een moderne bakstenen kerk gebouwd. Deze Sint-Jan Baptistkerk werd gerestaureerd in 2010-2011.
- 't Hof van Wingene, een kasteel
- Het nieuwe gemeentehuis dateert van 1984.
- Op de grens met Ruiselede bevindt zich het natuurgebied De Gulke Putten. Dit zijn heiderelicten waarin zich een zendstation bevindt, dat nu behoort tot de 'Radio Communication Services' van Defensie'. Deze dienst, toen ook Radiozendstation Belradio genoemd, ging in 1927 van start en voorzag toen reeds in een verbinding tussen Brussel en New York. Het station kreeg ten onrechte de naam 'Radio Ruiselede', want het hoofdgebouw en bijna alle zendmasten stonden op grondgebied Wingene.
- Net op de grens met de gemeenten Ruiselede en Aalter (Maria-Aalter), nabij het Radiozendstation en het natuurgebied De Gulke Putten staat de Koortsveldkapel, reeds vermeld halfweg de 18de eeuw. Hier vindt men ook Kasteel Carpentier.
- Wingene heeft verschillende kastelen met mooie landschappen en uitgestrekte bossen in het 'Landschapspark Bulskampveld'. De Munkebossen zijn gelegen rond Kasteel Munkegoed, een verbouwing van de voormalige abdijhoeve van Ter Duinen, voorts Kasteel Lakenbossen, Kasteel Raepenburg en het landgoed Zorgvliet, in het grensgebied van Ruddervoorde, Zwevezele en Wingene. Samen met het Lakebos vormden de Munkebossen eertijds een aaneengesloten boscomplex. Tussen Beernem en Wingene liggen de Blauwhuisbossen  (met het 16de-eeuwse Blauwhuis en omringend park) en de Wildenburgse bossen, ca. 350 ha. De Vagevuurbossen liggen ook deels in Wingene.

## Natuur en landschap
Wingene ligt in het overgangsgebied van Zandig Vlaanderen in het noorden en Zandlemig Vlaanderen (Plateau van Tielt) in het zuiden. De hoogte bedraagt 15-39 meter. De belangrijkste waterloop is de Ringbeek die oostelijk van de dorpskom in noordelijke richting stroomt. Het landschap is licht heuvelachtig. Natuurgebieden zijn: Munkebossen, De Gulke Putten, Bulskampveld, Blauwhuisbossen en Vagevuurbossen.

## Demografische ontwikkeling

### Demografische evolutie voor de fusie
- Bronnen:NIS, Opm:1831 tot en met 1970=volkstellingen; 1976 = inwoneraantal op 31 december
- 1920: Afsplitsing van Hertsberge in 1919

### Demografische ontwikkeling van de fusiegemeente
Alle historische gegevens hebben betrekking op de huidige gemeente, inclusief deelgemeenten, zoals ontstaan na de fusie van 1 januari 1977.
- Bronnen:NIS, Opm:1831 tot en met 1981=volkstellingen; 1990 en later= inwonertal op 1 januari

| Inwoners van jaar tot jaar op 1 januari 1992 tot heden | Inwoners van jaar tot jaar op 1 januari 1992 tot heden | Inwoners van jaar tot jaar op 1 januari 1992 tot heden |
| jaar                                                   | Aantal                                                 | Evolutie: 1992=index 100                               |
| ------------------------------------------------------ | ------------------------------------------------------ | ------------------------------------------------------ |
| 1992                                                   | 11.988                                                 | 100,0                                                  |
| 1993                                                   | 12.072                                                 | 100,7                                                  |
| 1994                                                   | 12.121                                                 | 101,1                                                  |
| 1995                                                   | 12.197                                                 | 101,7                                                  |
| 1996                                                   | 12.288                                                 | 102,5                                                  |
| 1997                                                   | 12.321                                                 | 102,8                                                  |
| 1998                                                   | 12.381                                                 | 103,3                                                  |
| 1999                                                   | 12.420                                                 | 103,6                                                  |
| 2000                                                   | 12.517                                                 | 104,4                                                  |
| 2001                                                   | 12.647                                                 | 105,5                                                  |
| 2002                                                   | 12.738                                                 | 106,3                                                  |
| 2003                                                   | 12.790                                                 | 106,7                                                  |
| 2004                                                   | 12.896                                                 | 107,6                                                  |
| 2005                                                   | 13.032                                                 | 108,7                                                  |
| 2006                                                   | 13.136                                                 | 109,6                                                  |
| 2007                                                   | 13.328                                                 | 111,2                                                  |
| 2008                                                   | 13.460                                                 | 112,3                                                  |
| 2009                                                   | 13.552                                                 | 113,0                                                  |
| 2010                                                   | 13.688                                                 | 114,2                                                  |
| 2011                                                   | 13.892                                                 | 115,9                                                  |
| 2012                                                   | 13.949                                                 | 116,4                                                  |
| 2013                                                   | 14.036                                                 | 117,1                                                  |
| 2014                                                   | 14.134                                                 | 117,9                                                  |
| 2015                                                   | 14.179                                                 | 118,3                                                  |
| 2016                                                   | 14.209                                                 | 118,5                                                  |
| 2017                                                   | 14.158                                                 | 118,1                                                  |
| 2018                                                   | 14.243                                                 | 118,8                                                  |
| 2019                                                   | 14.263                                                 | 119,0                                                  |
| 2020                                                   | 14.429                                                 | 120,4                                                  |
| 2021                                                   | 14.699                                                 | 122,6                                                  |
| 2022                                                   | 14.852                                                 | 123,9                                                  |
| 2023                                                   | 15.039                                                 | 125,5                                                  |
| 2024                                                   | 15.161                                                 | 126,5                                                  |

### Demografische ontwikkeling van de fusiegemeente ontstaan op 1 januari 2025
Deze evolutie is gemaakt op basis van de historische gegevens die betrekking hebben op de twee gemeenten, inclusief hun deelgemeenten, die samen de nieuwe fusiegemeente vormen vanaf 1 januari 2025.
- Bronnen:NIS, Opm:1831 tot en met 1981=volkstellingen; 1990 en later= inwonertal op 1 januari

| Inwoners van jaar tot jaar op 1 januari 1992 tot heden | Inwoners van jaar tot jaar op 1 januari 1992 tot heden | Inwoners van jaar tot jaar op 1 januari 1992 tot heden |
| jaar                                                   | Aantal                                                 | Evolutie: 1992=index 100                               |
| ------------------------------------------------------ | ------------------------------------------------------ | ------------------------------------------------------ |
| 1992                                                   | 16.940                                                 | 100,0                                                  |
| 1993                                                   | 17.076                                                 | 100,8                                                  |
| 1994                                                   | 17.151                                                 | 101,2                                                  |
| 1995                                                   | 17.252                                                 | 101,8                                                  |
| 1996                                                   | 17.404                                                 | 102,7                                                  |
| 1997                                                   | 17.425                                                 | 102,9                                                  |
| 1998                                                   | 17.466                                                 | 103,1                                                  |
| 1999                                                   | 17.496                                                 | 103,3                                                  |
| 2000                                                   | 17.565                                                 | 103,7                                                  |
| 2001                                                   | 17.659                                                 | 104,2                                                  |
| 2002                                                   | 17.768                                                 | 104,9                                                  |
| 2003                                                   | 17.854                                                 | 105,4                                                  |
| 2004                                                   | 17.991                                                 | 106,2                                                  |
| 2005                                                   | 18.129                                                 | 107,0                                                  |
| 2006                                                   | 18.249                                                 | 107,7                                                  |
| 2007                                                   | 18.467                                                 | 109,0                                                  |
| 2008                                                   | 18.585                                                 | 109,7                                                  |
| 2009                                                   | 18.688                                                 | 110,3                                                  |
| 2010                                                   | 18.865                                                 | 111,4                                                  |
| 2011                                                   | 19.093                                                 | 112,7                                                  |
| 2012                                                   | 19.123                                                 | 112,9                                                  |
| 2013                                                   | 19.280                                                 | 113,8                                                  |
| 2014                                                   | 19.387                                                 | 114,4                                                  |
| 2015                                                   | 19.442                                                 | 114,8                                                  |
| 2016                                                   | 19.572                                                 | 115,5                                                  |
| 2017                                                   | 19.553                                                 | 115,4                                                  |
| 2018                                                   | 19.630                                                 | 115,9                                                  |
| 2019                                                   | 19.621                                                 | 115,8                                                  |
| 2020                                                   | 19.797                                                 | 116,9                                                  |
| 2021                                                   | 20.078                                                 | 118,5                                                  |
| 2022                                                   | 20.296                                                 | 119,8                                                  |
| 2023                                                   | 20.543                                                 | 121,3                                                  |
| 2024                                                   | 20.645                                                 | 121,9                                                  |
| 2025                                                   | 20.781                                                 | 122,7                                                  |

## Politiek

### Structuur
| Wingene          | Wingene          | Supranationaal         | Nationaal                         | Nationaal                         | Gemeenschap               | Gewest                    | Provincie                 | Arrondissement  | Provinciedistrict | Kanton          | Gemeente        |
| ---------------- | ---------------- | ---------------------- | --------------------------------- | --------------------------------- | ------------------------- | ------------------------- | ------------------------- | --------------- | ----------------- | --------------- | --------------- |
| Administratief   | Niveau           | Europese Unie          | België                            | België                            | Vlaanderen                | Vlaanderen                | West-Vlaanderen           | Tielt           | Tielt             | Tielt           | Wingene         |
| Administratief   | Bestuur          | Europese Commissie     | Belgische regering                | Belgische regering                | Vlaamse regering          | Vlaamse regering          | Deputatie                 | Deputatie       | Deputatie         | Deputatie       | Gemeentebestuur |
| Administratief   | Raad             | Europees Parlement     | Kamer van volksvertegenwoordigers | Kamer van volksvertegenwoordigers | Vlaams Parlement          | Vlaams Parlement          | Provincieraad             | Provincieraad   | Provincieraad     | Provincieraad   | Gemeenteraad    |
| Kiesomschrijving | Kiesomschrijving | Nederlands Kiescollege | Kieskring West-Vlaanderen         | Kieskring West-Vlaanderen         | Kieskring West-Vlaanderen | Kieskring West-Vlaanderen | Kieskring West-Vlaanderen | Roeselare-Tielt | Tielt             | Ruiselede       | Wingene         |
| Verkiezing       | Verkiezing       | Europese               | Federale                          | Federale                          | Vlaamse                   | Vlaamse                   | Provincieraads-           | Provincieraads- | Provincieraads-   | Provincieraads- | Gemeenteraads-  |

### Burgemeesters
| Tijdspanne | Tijdspanne   | Burgemeester                            |                                                                |
| ---------- | ------------ | --------------------------------------- | -------------------------------------------------------------- |
|            | 1800 - 1806  | Joannes-Baptist Denecker                |                                                                |
|            | 1806 -1830   | Jacobus Joannes Clauwaert (°1763 +1839) | Notaris te Wingene van 1788-1834                               |
|            | 1831 - 1844  | Joannes-Baptist Sengier (°1784 +1845)   | Notaris                                                        |
|            | 1845 - 1845  | Casimir Gyselinck (°1787 +1865)         | Koopman - waarnemend burgemeester                              |
|            | 1846 - 1848  | Ivo Slock (°1804 +1870)                 | Geneesheer te Wingene vanaf 1837                               |
|            | 1848 -1860   | Francis Fraeyman (°1782 +1861)          | Landbouwer                                                     |
|            | 1860 -1869   | Charles Vandenbrande                    |                                                                |
|            | 1870 - 1870  | Ivo Slock (°1804 +1870)                 | Geneesheer - waarnemend burgemeester                           |
|            | 1871-1875    | Charles van der Bruggen (°1845 +1875)   | In 1875 door wildstropers vermoord                             |
|            | 1875-1878    | Louis De Brabander                      |                                                                |
|            | 1879 -1885   | Charles Louis Vanwalleghem              |                                                                |
|            | 1885-1895    | Maurice Van der Bruggen (°1852 +1919)   | Provincieraadslid, senator en minister van Landbouw            |
|            | 1895 - 1925  | Ferdinand Van der Bruggen (°1869 +1925) | Doctor in de rechten, hoogleraar aan de Rijksuniversiteit Gent |
|            | 1925 -1938   | Victor Verkest                          |                                                                |
|            | 1938 - 1941  | Henri Vandenbrande                      |                                                                |
|            | 1941 - 1942  | Frans Lefèvre                           |                                                                |
|            | 1942 - 1944  | Maurice Vandewalle                      |                                                                |
|            | 1944 - 1964  | Rudolf Coucke                           |                                                                |
|            | 1964 - 1968  | Walter Schautteet                       |                                                                |
|            | 1968 - 1989  | Willy Persyn (VU)                       |                                                                |
|            | 1989 - 2021  | Hendrik Verkest (CVP / CD&V)            |                                                                |
|            | 2021 - heden | Lieven Huys (CD&V)                      |                                                                |

### Resultaten gemeenteraadsverkiezingen sinds 1976
| Partij of kartel     | Partij of kartel                                                                 | 10-10-1976 | 10-10-1976 | 10-10-1982 | 10-10-1982 | 9-10-1988 | 9-10-1988 | 9-10-1994 | 9-10-1994 | 8-10-2000 | 8-10-2000 | 8-10-2006 | 8-10-2006 | 14-10-2012 | 14-10-2012 | 14-10-2018 | 14-10-2018 | 13-10-2024 | 13-10-2024 |
| Stemmen / Zetels     | Stemmen / Zetels                                                                 | %          | 23         | %          | 23         | %         | 23        | %         | 21        | %         | 23        | %         | 23        | %          | 23         | %          | 23         | %          | 27         |
| -------------------- | -------------------------------------------------------------------------------- | ---------- | ---------- | ---------- | ---------- | --------- | --------- | --------- | --------- | --------- | --------- | --------- | --------- | ---------- | ---------- | ---------- | ---------- | ---------- | ---------- |
|                      | CVP1/ CD&V2/ CD&V WZR-RKD3                                                       | 43,551     | 10         | 45,151     | 10         | 43,11     | 10        | 56,231    | 13        | 67,691    | 16        | 60,482    | 16        | 58,762     | 15         | 68,422     | 17         | 67,03      | 19         |
|                      | GB761/ GB2/ STEMB/ STEM21C/ BurgerbelangenD/ N-VA3/ N-VA Respect BurgerbelangenE | 53,751     | 13         | 54,852     | 13         | 52,192    | 13        | 28,282    | 6         | 32,31B    | 7         | 15,87C    | 3         | 35,92D     | 8          | 12,643     | 2          | 33,0E      | 8          |
|                      | SP1/ STEMB/ STEM21C/ BurgerbelangenD                                             | 2,71       | 0          | -          |            | -         |           | -         |           | 32,31B    | 7         | 15,87C    | 3         | 35,92D     | 8          | 18,94D     | 4          | 33,0E      | 8          |
|                      | Vldplus1/ BurgerbelangenD                                                        | -          |            | -          |            | -         |           | -         |           | -         |           | 14,331    | 3         | 35,92D     | 8          | 18,94D     | 4          | 33,0E      | 8          |
|                      | Vlaams Belang                                                                    | -          |            | -          |            | -         |           | -         |           | -         |           | 9,32      | 1         | 5,32       | 0          | -          |            | -          |            |
|                      | Volksbelangen                                                                    | -          |            | -          |            | 4,7       | 0         | 15,49     | 2         | -         |           | -         |           | -          |            | -          |            | -          |            |
| Totaal stemmen       | Totaal stemmen                                                                   | 8856       | 8856       | 8963       | 8963       | 9107      | 9107      | 9221      | 9221      | 9422      | 9422      | 10015     | 10015     | 10369      | 10369      | 10664      | 10664      | 10787      | 10787      |
| Opkomst %            | Opkomst %                                                                        |            |            |            |            | 97,36     | 97,36     | 96,7      | 96,7      | 95,48     | 95,48     | 96,74     | 96,74     | 94,76      | 94,76      | 95,7       | 95,7       | 67,4       | 67,4       |
| Blanco en ongeldig % | Blanco en ongeldig %                                                             | 2,11       | 2,11       | 3,73       | 3,73       | 3,14      | 3,14      | 3,94      | 3,94      | 5,38      | 5,38      | 3,88      | 3,88      | 4,08       | 4,08       | 4,74       | 4,74       | 1,9        | 1,9        |

De rode cijfers naast de gegevens duiden aan onder welke naam de partijen bij elke verkiezing opkwamen.
De vetgedrukte getallen vormen de hieruit onderhandelde bestuursmeerderheid. De grootste partij is in kleur.
Vanaf 2024 wordt ook in Ruiselede voor de gemeenteraad van Wingene gestemd. Voor de verkiezingsresultaten van Ruiselede voor de gemeentefusie, zie de pagina Ruiselede.

## Evenementen
| Moment                                             | Evenement                          |
| -------------------------------------------------- | ---------------------------------- |
| Eerste zondag van mei                              | Sint-Marcouommegang, kleine kermis |
| Zondag volgend op het feest van Sint-Jan (24 juni) | kermis Sint-Jan                    |
| Tweede zaterdag van juli                           | Dwars door Wingene                 |
| Laatste zondag van augustus                        | de driejaarlijkse Brueghelstoet    |
| Eerste weekend van september                       | grote kermis                       |
| Tweede zondag van oktober                          | kermis Sint-Jan                    |
| Eerste zaterdag voor Kerstmis                      | Live Historie                      |

## Bekende personen uit Wingene
- Tieleman Franciscus Suys (1783-1861), architect
- Monica Devriese (1804-1875), moeder van Guido Gezelle
- Willy Persyn (1923-2019), landbouwer, politicus en bestuurder
- Jan De Crem (1928-2022), politicus
- Hendrik Verkest (1953), politicus en bestuurder
- Paul D'Hoore (1959), journalist
- Peter Terrin (1968), auteur, ereburger van Wingene

## Guido Gezelle en Wingene
Het feit dat zijn moeder uit Wingene afkomstig was, heeft gemaakt dat Guido Gezelle een bijzondere band had met deze gemeente en met zijn familieleden langs moederszijde.
Hij heeft over haar verschillende gedichten geschreven, waaronder Moederken (1891). 
Over haar geboortehuis, het Walleken, heeft hij het gedicht Terug geschreven in 1897, een paar jaar voor zijn dood.
Wingene heeft de herinnering aan Monica De Vriese en aan haar beroemde zoon bestendigd door het plaatsen op 11 juli 1930 van een bronzen gedenkplaat in de zuidermuur van de Sint-Amandskerk, een werk van beeldhouwer Jules Lagae. De vermelding luidt, boven en onder een buste van de priester-dichter: Hulde van Wingene Aan G. Gezelle en zijn Wingensche Moeder, met daarna de eerste en de laatste strofe uit het gedicht Moederken.
Ook in Wingene is er een Guido Gezelleplein en een Guido Gezellestraat.

## Nabijgelegen kernen
Zwevezele, Egem, Tielt, Ruiselede, Ruddervoorde, Hertsberge, Wildenburg